# Жан-П'єр Рів
Жан-П'єр Рів (фр. Jean-Pierre Rives, 31 грудня 1952, Тулуза, Франція) — регбіст та скульптор. Жан-П'єр є одним з засновників Французьких Варварів у 1979 році.

## Спортивна кар'єра
Жан-П'єр не походив з сім'ї регбістів: його батько полюбляв грати в теніс.
На початку своєї кар'єри він грав за клуб КСТО. Пізніше, у 1972 році, він підписав контракт на два роки з командою Стад Бемонт Ломаньє Регбі, що в Тарн і Гаронна.
У 1974 році він підписав наступний контракт з Тулуза. Він брав участь у заключному чемпіонаті Франції (1980 рік), де вони програли з рахунком 10:6 проти команди Безьє.
1 травня 1980 року взяв участь в першому матчі Французьких Варварів проти Шотландії в Ажен. Варвари виграли 26:22.
Прізвисько Каск Д'Ор він отримав від Роже Кудер, відомого регбі коментатора, якого самовідданість та мужність у всіх областях світу знаходяться на одному рівні з легендами світового регбі.
Завдяки своїм рисом характеру він посів посаду капітана збірної Франції. Завдяки його стратегіям та старанням його команда виграла два турніри Великого Шолому в 1977 році (в компанії Домінік Аріз та Жана-Клода Скреля) та у 1981 (разом з Сержом Гоберне).
За 59 матчів проведених будучи гравцем збірної Франції, 34 з яких вів як капітан, збірна Франції виграла у всіх великів народів світу, за винятком Південної Африки. То він будучи капітаном довів команду Франції до перемоги над командою Нової Зеландії під час знаменитого матчу, який відбувся 14 липня 1979 року в Окленді.
У 1981 році він покинув клуб Тулуза і почав грати за команду Рейсінг Клаб де Франс. На той час це рішення було досить неочікуваним, адже панувала заборона (червона ліцензія), тобто гравець протягом цілого року не міг брати участь у чемпіонаті Франції. Незважаючи на це, йому вдалось зберегти місце в команді збірної та виступити.
23 листопада 1983 він знов був обраний Французькими Варварами для проведення матчу проти збірної Австралії в Тулоні. Варвари програли цю зустріч (21:23). У наступному році, 1 вересня 1984 року, він став капітаном Варварів підчас їхнього поєдинку проти команди Харлекінс, який відбувся на стадіоні в Твікенем. Тамту зустріч Варвари успішно виграли (42:20).
22 жовтня 1985 він зіграв свою останню гру з Французькими Варварами як капітан дружини проти збірної Японії в Коньяк. Варвари виграли з рахунком 45:4..
З моменту свого виходу на пенсію в 1986 році він залишається впливовою фігурою у світі регбі. Він є президентом та колишнім тренером Французьких Варварів.
Він також був одним з найвпливовіших прихильників проведення Кубку світу з регбі, що відбувся у 2007 році, представляв Францію на офіційному відкритті чемпіонату.
Крім успішної спортивної кар'єри, Жан-П'єр Рів також є визнаним скульптором.

## Спортивні клуби
- КСТО : 1967—1972
- Стад Бемонт Ломаньє Регбі: 1972—1974
- Тулуза: 1974—1981
- Рейсінг Клаб де Франс : 1981—1986

## Досягнення
Французькі Варвари:
- 6 ігор (найзнаменитіші матчі проти Британських та Ірландських левів — під час святкувань срібного ювілею британської королеви Єлизавети II[8], троє неперевершених гравців: Рів-Скреля-Бастья[9].

Чемпіонат Франції:
- Фіналіст: 1980 (Тулуза)
- Півфіналіст: 1978

Великий Шолом:
- 1977, 1981

Шаленж Ів дю Мануар:
- Півфіналіст: 1973

Середземноморські ігри:
- Чемпіон: 1979 (не брав участь, поранення), 1983

Осінній щит:
- Фіналіст: 1977

## Bibliographie
- Jean-Pierre Rives. Le rugby comme il vient, par Didier Beaune, éd. Olivier Orban, 1979
- Il était une fois Jean-Pierre Rives, Jean Cormier, éd. Robert Laffont, 1985
- Jean-Pierre Rives, a modern Corinthian, par Peter Bills, éd. Allen & Unwin, 1986 (Londres). En France Jean-Pierre Rives, biographie autorisée, Peter Bills, éd. Solar, 1986
- Jean-pierre rives: biographie autorisee, Peter Bills, éd. Solar, 1998
- Le rugby, hier, aujourd'hui et demain, avec Serge Adler, Roger Aguilanin et Richard Benedetti, éd. des Vignes, 2001
- D'art et d'essais. Conversations avec Jean-Pierre Rives, par Richard Escot, éd. de La Martinière, 2003
- B(v)estiaires: chroniques avec Roger Blachon, Éditions Anne Carrière, 2007
- Les grands noms du Rugby, avec Nemer Habib, éd. Glénat, 2010
- La légende du XV de France, avec Charles Gaudin, éd. Democratic books, janvier 2011
- Le rugby vu par Jean-Pierre Rives, avec Stéphane Weiss et Olivier Villepreux, éd. Hugo et Compagnie, juin 2011
- Petit manuel du rugby pour elle(s), avec Caro (préface Denis Charvet), éd. du corail, 16 août 2011
- Le Rives, avec Alain Gex (préface Walter Spanghero), éd. Jacob-Duvernet, 17 août 2011

L'après rugby
- Albert Feraud — Jean-Pierre Rives — Centre de Congrès Pierre Baudis — 23/10/1997-21/11/1997, par Patrick-Gilles Persin, Michel Valdiguié et coll., éd. Office de Tourisme de Toulouse, 1997 (sur l'artiste)
- Jean-Pierre Rives, par Gérard Xuriguera, éd. Philippe Amaury (sur l'artiste)
- Jean-Pierre Rives, éd. Galerie Enrico Navarra, 2001 (sur l'artiste)